# Żuki Rock and Roll Band
Żuki Rock and Roll Band – polski „cover band” specjalizujący się w anglosaskiej muzyce lat 60, głównie z repertuaru grupy The Beatles.

## Historia
Zespół powstał w Poznaniu w 1981 roku, założony przez Piotra Rybickiego (perkusja),  Marka Skarżyńskiego (gitara, śpiew) i Jarosława Panka (gitara basowa, śpiew), początkowo jako zespół szkolny przy technikum mechanicznym. Wkrótce do zespołu dołączyli Michał Gielniak (gitara, śpiew) oraz Edward Szmigiel (gitara basowa, śpiew). Od samego początku działalności grupa występowała w formie typowego rockandrollowego kwartetu (gitara prowadząca, gitara rytmiczna, gitara basowa, perkusja) wykonując utwory The Beatles i covery będące wypadkową zainteresowań członków zespołu. Z czasem w repertuarze zespołu pojawiły się polskie przeboje z lat 60. głównie z repertuaru Czerwonych Gitar, a także utwory anglosaskie wykonywane niegdyś przez grupy The Animals, The Rolling Stones, The Swinging Blue Jeans, The Searchers, czy The Kinks. Podstawą repertuaru pozostały jednak utwory The Beatles, które zespół starał się odtwarzać nie tyle wiernie, co stylowo, kładąc nacisk na spontaniczność i szczerość przekazu. Skupiając się na utworach The Beatles zespół przyjął nazwę Żuki Rock and Roll Band – adaptując spolszczoną wersję nazwy angielskiej.
W roku 1983 zespół z powodzeniem wystąpił na studenckim przeglądzie muzycznym „Śpiewać każdy może”, organizowanym przez poznańskie media i klub studencki NURT, zajmując drugie miejsce. Od tego czasu datuje się wieloletnia współpraca Żuków z poznańskim klubem NURT, dzięki której zespół mocno zaistniał w ogólnopolskim ruchu studenckim, grając dziesiątki koncertów na imprezach w całym kraju.
W 1988 do zespołu dołączył Grzegorz Radomski (gitara, harmonijka ustna, śpiew), ustalając skład grupy. W roku 1989 zespół odbył miesięczne tournée po Francji, w 1990 został zaproszony do Assen w Holandii, gdzie grał na imprezach towarzyszących Sportowym Mistrzostwom Świata dla Niepełnosprawnych. Ponadto zespół koncertował w Niemczech, Andorze i na Litwie. W 2003 nowym basistą został Robert Fraska, zaprzyjaźniony z zespołem muzyk grup Hot Water i Boogie Chilli, który sporadycznie współpracował z Żukami w latach 90.
W 1997 Piotr Rybicki grał w zespole Lizar.
W 2007 roku Żuki Rock and Roll Band zostały zaproszone do udziału w dorocznym festiwalu International Beatle Week, który odbywa się w Liverpoolu. Zespół zagrał 9 koncertów, w tym trzykrotnie wystąpił na scenie klubu Cavern, w miejscu, gdzie The Beatles zaczynali swoją karierę.
Wyjazd do Liverpoolu zaowocował w następnym roku zaproszeniem zespołu do Francji na doroczny festiwal Beatles Night w Wasquehal, koło Lille.

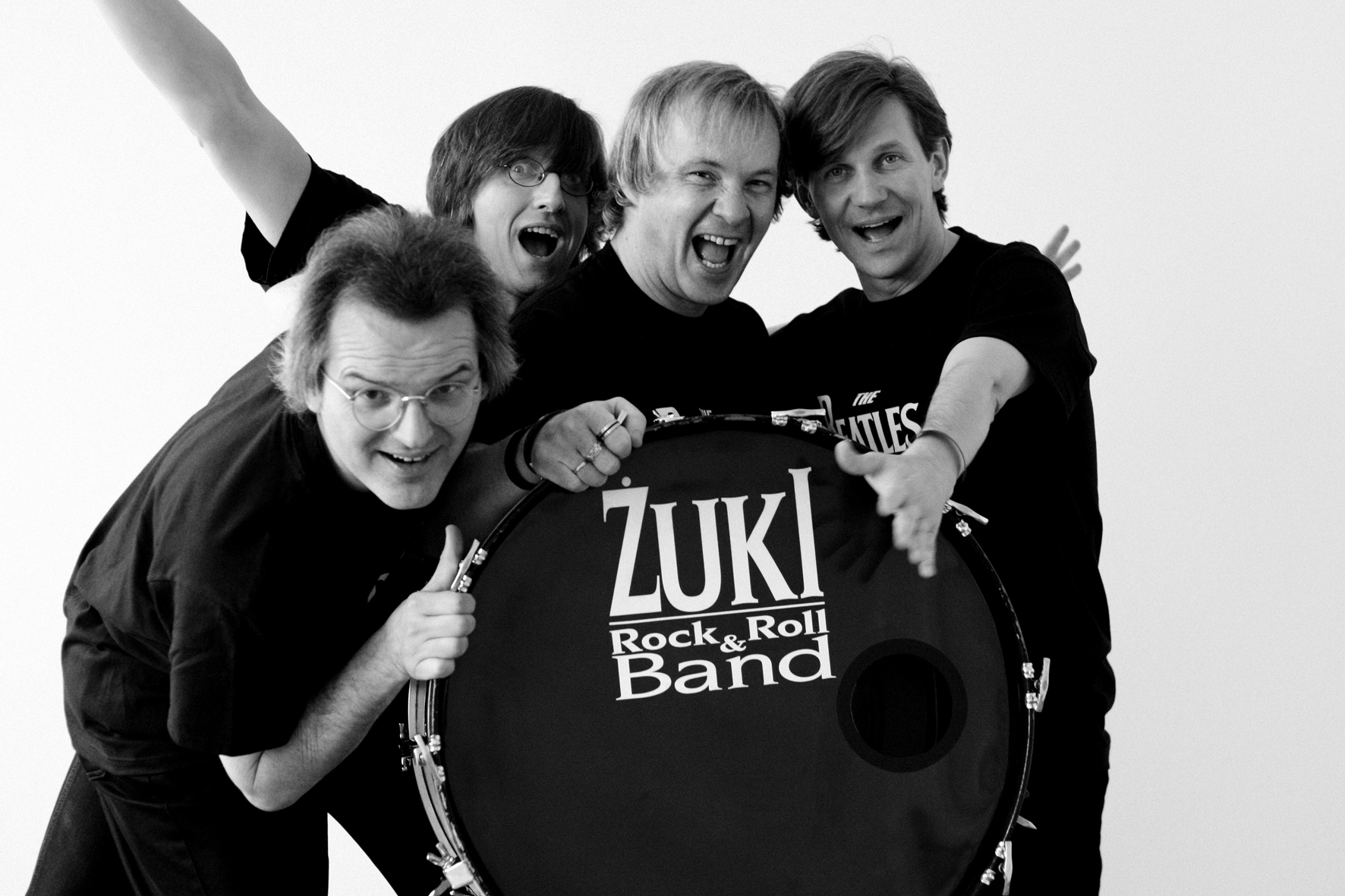
Żuki Rock and Roll Band
od lewej: Grzegorz Radomski, Robert Fraska, Piotr Rybicki, Michał Gielniak

W 2018 zespół został ponownie zaproszony do udziału w International Beatle Week w Liverpoolu. Tym razem wystąpił w Cavern Club, Cavern Pub i Adelphi Hotel, dając łącznie siedem koncertów.

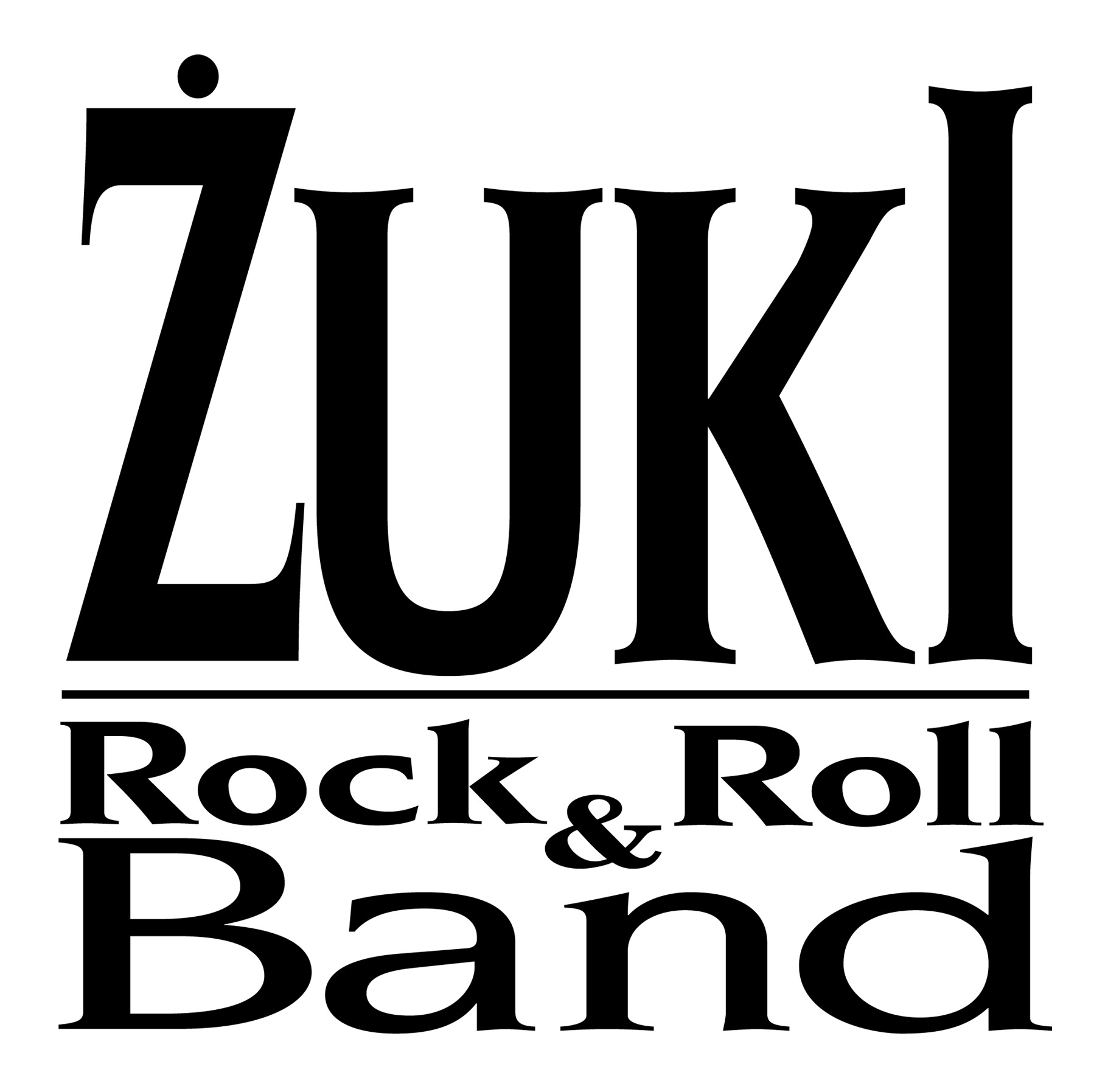
Logo zespołu

## Skład
- Piotr Rybicki – perkusja, śpiew (1981-)
- Michał Gielniak – gitara, śpiew (1981-1993, 2001-)
- Grzegorz Radomski – gitara, harmonijka ustna, śpiew (1988-)
- Robert Fraska – gitara basowa, śpiew (2003-)

Ponadto z zespołem współpracowali:
- Edward Szmigiel – gitara basowa, śpiew (1982-2003)
- Marcin Ciurapiński – gitara, śpiew (1998-2001)
- Grzegorz Kopala – gitara, śpiew (1994-1997)
- Maciej Sobczak – gitara, śpiew (1993)
- Marek Skarżyński – gitara, śpiew (1981-1982)
- Jarosław Panek – gitara basowa, śpiew (1981-1982)

## Dyskografia
- 1992 – The Beatles po polsku (MC)
- 1995 – Entomology I
- 2003 – Żuki Rock & Roll Band i przyjaciele (Live)
- 2007 – Rock and Roll